# HTC One X
HTC One X e смартфон с тъчскрийн, използващ операционната система Android 4.0.4. Ice Cream Sandwich. Устройството е представено за първи път на 26 февруари 2012 г.

## Характеристики
Този модел има четириядрен процесор на честота 1,5Ghz, камера от 8MP и графичен интерфейс HTC Sense 4.1, който е голямо предимство за геймърите. One X има 4,7-инчов LCD дисплей.